# Kupczyczi
Kupczyczi (ukr. Купчичі) – wieś na Ukrainie, w obwodzie czernihowskim, w rejonie koriukowskim, w hromadzie Sośnica. W 2001 liczyła 227 mieszkańców, wśród których 225 wskazało jako ojczysty język ukraiński, a 2 rosyjski.